# Onychoprion anaethetus

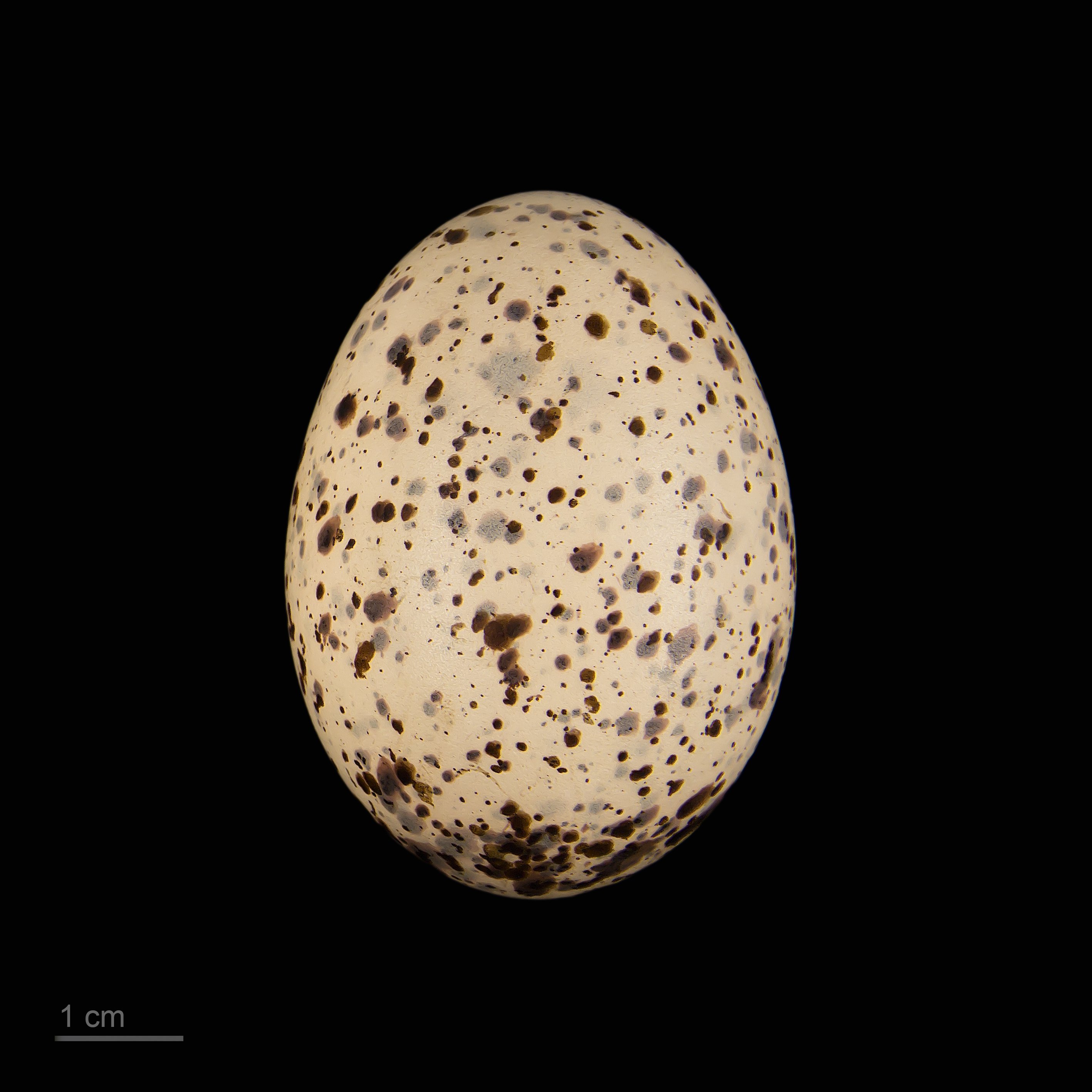
Onychoprion anaethetus - MHNT

El charrán embridado (Onychoprion anaethetus) es una especie de ave marina Charadriiformes de la familia de los estérnidos, perteneciente al género Onychoprion.

## Subespecies
- Onychoprion anaethetus anaethetus
- Onychoprion anaethetus antarctica
- Onychoprion anaethetus fuligula
- Onychoprion anaethetus melanoptera
- Onychoprion anaethetus nelsoni
- Onychoprion anaethetus recognita
- Onychoprion anaethetus rogersi

## Localización
Es una especie de ave que se encuentra en México, el Caribe, el oeste de África, península Arábiga, sudeste de Asia y Oceanía y oeste de Europa.